# Институционализација
Институционализација или установљење је укључивање у структуриран и често веома формализован систем. Појам се често односи на смештај у институције социјалне или здравствене заштите. Од 50-их година 20. века, када су многе од ових институција постале „тоталитарне”, појављује се покрет за деинституционализацију, који сматра да предност треба дати смештају корисника у природнију средину, а да евентуални смештај у институције мора бити привременог карактера.